# Club Importadora Alvarado
El Club Importadora Alvarado, oriundo de la ciudad de Ambato, Ecuador, fue fundado en 1978, siendo su actividad más destacada actualmente el básquet, actividad en la que desde el 2023 milita en la Liga BásquetPro. Es uno de los equipos de baloncesto más populares de la afición ambateña y del Ecuador.

## Historia
La historia de Importadora Alvarado se remonta al equipo ambateño “Piratas”en el año 1974 entrenado por Rafael “Panita” Zapata que por diferentes motivos desapareció. El 5 de agosto de 1978, se fundó el nuevo club de baloncesto Importadora Alvarado que continuó con la labor deportiva del club “Piratas” gracias al apoyo de José Alvarado. 
Después de no participar en la Liga Nacional de Baloncesto desde el 2005, el cuadro importador decide participar en el Torneo Provincial de Tungurahua el cual era clasificatorio a jugar a la Liga Nacional obteniendo el boleto en el 2009 y allí antes de jugar el Torneo se produce la fusión con el Club Pydaco de Quito el cual mantiene al equipo importador la sede en Ambato y contrata al entrenador Carlos Pérez y producto de la fusión se trae a los jugadores Diego Cabezas, el mejor triplista, Iván Rivera e Ian Redín; así refuerzos como Guillermo Herrera (San Gabriel), Cristian Chiriboga y Pablo Mantilla (Liga de Quito), y los refuerzos extranjeros: el colombiano René González y los estadounidenses Kyle Edwards y Quentin Smith.
Con esa base de jugadores y el apoyo financiero, en los años 2009 y 2010 el equipo importador vuelve a ser protagonista en la Liga Nacional de Baloncesto y durante la Temporada 2010, retoma su nombre otra vez como Club Importadora Alvarado, llegando a las semifinales y ha conseguido el tercer puesto de la Liga Nacional de Baloncesto y durante el 2011 junto con los principales clubes de baloncesto ecuatoriano como Mavort, UTE de Quito, fundaron la CLEB (Comisión de la Liga Ecuatoriana de Baloncesto); ente encargado fomentar los Torneos Nacionales de Baloncesto del Ecuador que anteriormente estaban en manos de la FEB, en donde en su nuevo formato del Torneo ha conseguido el tercer puesto en la Liga Nacional.
Para la temporada 2012, bajo la mano del técnico ecuatoriano Jhon Escalante y con buena plantilla, intentara en dos juegos sensacionales derrota al tradicional equipo de la UTE y por primera vez (en su nuevo formato de la LEB) llega a la final que la disputa con la Asociación Deportiva Naval de Guayaquil (ADN). En la primera final disputada el 18 de septiembre en el Coliseo Mayor de Deportes de Ambato ante más de 7000 espectadores gana al equipo marino por 92 a 72, pero en la revancha en Guayaquil disputada el 21 de septiembre ante un lleno espectacular en el Coliseo Abel Jiménez Parra, el equipo marino le gana al cuadro importador por 91 a 78, forzando el desempate al día siguiente en el mismo Coliseo Abel Jiménez Parra, lleno una vez más; la mayoría apoyando a los marinos; donde gana la serie final por 98 a 88 y de esa forma logra el título de campeón por primera vez en su historia en la Liga Ecuatoriana de Baloncesto y darle a la afición ambateña y tungurahuense la posibilidad de disfrutar la Liga Sudamericana a jugarse en el 2013.

## Trayectoria
Nota: G: Partidos ganados; P: Partidos perdidos; Pts: Puntos
| Temporada                      | G            | P            | Pts          | Play-offs                                       | Resultado |
| ------------------------------ | ------------ | ------------ | ------------ | ----------------------------------------------- | --- |
| Liga Nacional de Baloncesto    |              |              |              |                                                 | |
| 2004                           | 4            | 4            | 12           |                                                 | |
| 2005 - 2008                    | No participó | No participó | No participó | No participó                                    | No participó |
| 2009                           | 6            | 5            | 17           | Pierde Semifinales                              | Mavort 2 - Importadora Alvarado Pydaco 1                                                                                              |
| 2010                           | 4            | 4            | 12           | Pierde Semifinales                              | UTE 2 - Importadora Alvarado 0 |
| Totales                        | 14           | 13           | 41           |                                                 | |
| Playoffs                       | 1            | 4            | 6            |                                                 | |
| Liga Ecuatoriana de Baloncesto |              |              |              |                                                 | |
| 2011                           | 8            | 6            | 22           | Pierde Semifinales                              | ESPOL 2 - Importadora Alvarado 1 |
| 2012                           | 8            | 4            | 20           | Gana 1ª Ronda Gana Semifinales Gana Finales LEB | Importadora Alvarado 2 - Guerreros del Neumane 0 Importadora Alvarado 2 - UTE 0 Importadora Alvarado 2 - Asociación Deportiva Naval 1 |
| Totales                        | 16           | 10           | 42           |                                                 | |
| Playoffs                       | 7            | 3            | 17           | 1 Campeonato                                    | 1 Campeonato |

## Clásico ambateño de Baloncesto
| Año  | Resultado                              | Año  | Resultado                             |
| ---- | -------------------------------------- | ---- | ------------------------------------- |
| 2012 | Importadora Alvarado 90 - ComuniKT 106 | 2012 | ComuniKT 87 - Importadora Alvarado 92 |
| 2013 | Importadora Alvarado 88 - ComuniKT 102 | 2013 | ComuniKT 90 - Importadora Alvarado 85 |
| 2014 | Importadora Alvarado 72 - ComuniKT 96  | 2014 | ComuniKT 92 - Importadora Alvarado 75 |
| 2014 | Importadora Alvarado 98 - ComuniKT 97  | 2014 | ComuniKT 89 - Importadora Alvarado 80 |

## Plantilla 2013
El equipo juega sus partidos de casa en el Coliseo Mayor de Deportes de la ciudad de Ambato, con una capacidad para 7.000 espectadores.
1. 30 Lamar Robinson
2. 7 Forrest Fisher
3. 1 Ramell Allen
4. 6 Wilson Orozco
5. 5 Jaime San Miguel
6. 4 John Alvarado
7. 11 Mauricio Quintero
8. 34 Tony Danridge

## Palmarés
- Liga Ecuatoriana de Baloncesto (1): 2012.